# Acidoxantha punctiventris
Acidoxantha punctiventris är en tvåvingeart som beskrevs av Friedrich Georg Hendel 1914. Acidoxantha punctiventris ingår i släktet Acidoxantha och familjen borrflugor. Inga underarter finns listade i Catalogue of Life.